# Wout Buitenweg
Wouter Marinus (Wout) Buitenweg (Utrecht, 24 december 1893 – aldaar, 10 november 1976) was een Nederlandse voetballer. Hij nam eenmaal deel aan de Olympische Spelen, maar won hierbij geen medailles.

## Loopbaan
Buitenweg speelde in zijn carrière voor BVC uit De Bilt, UVV en Hercules. In 1907 stapte hij op aanraden van zijn neef Nico Buitenweg, op dat moment midvoor van UVV, over naar de Utrechtenaren, waar hij zijn carrière aanving in het derde en laagste elftal. Zijn talent bleef niet onopgemerkt en in 1909 debuteerde hij op 14-jarige leeftijd in het eerste. Buitenweg begon daar als rechtsbuiten maar op aandringen van linksbinnen Jan Vos kwam hij op de midvoorplaats terecht. Aanvankelijk was Buitenweg puur rechts maar als midvoor was het noodzakelijk om ook met links te kunnen spelen. Na lang oefenen kon Buitenweg met links even hard en zuiver schieten als met rechts. Dit betekende de geboorte van het indertijd befaamde binnentrio Bep van Dillen - Wout Buitenweg - Jan Vos.
Op 10 februari 1924 scoorde Buitenweg zijn laatste doelpunt voor U.V.V. in de met 2-0 gewonnen thuiswedstrijd tegen HBS. Een maand later, op 9 maart, speelde hij zijn laatste wedstrijd voor U.V.V. uit tegen Haarlem. De laatste twee wedstrijden van dat seizoen wilde hij niet meer voor U.V.V. uitkomen. Wegens onenigheid met het bestuur van U.V.V. stapte Buitenweg over naar Hercules. Hier speelde hij zijn laatste wedstrijd op 1 juni 1936. Hij was het jaar ervoor reeds gestopt maar kwam op 43-jarige leeftijd nog voor een keer terug. Door drie van de vier doelpunten te maken in de met 4-1 gewonnen wedstrijd tegen Baarn behoedde hij zijn club voor degradatie.
Buitenweg kwam tussen 1913 en 1928 elf keer uit voor het Nederlands voetbalelftal, waarin hij veertien keer scoorde. Hij heeft daarbij een Nederlands record in handen, door in negen achtereenvolgende interlands waarvoor hij werd uitgenodigd ten minste één keer te scoren. Na enige jaren afwezig te zijn geweest, werd hij in 1928 opgeroepen om met Oranje uit te komen op de Olympische Zomerspelen. De wedstrijd tegen Uruguay ging met 2-0 verloren. Buitenweg beëindigde na deze wedstrijd zijn interlandloopbaan, mede uit ergernis over de positie waar hij werd opgesteld.
Ook zijn jongere broer David Buitenweg kwam voor UVV en het Nederlands elftal uit.
In 1955 bood Buitenweg zich aan om op vrijwillige basis de trainingen van Herbido te verrichten. De eerste na-oorlogse, Nederlandse voetbalclub voor vrouwen waar ook zijn dochter Trudi onderdeel vanuit maakte.